# Mike Havenaar
Mike Havenaar (ハーフナー・マイク Hāfunā Maiku?, Hiroshima, 20 de mayo de 1987) es un exfutbolista japonés que jugaba como delantero, siendo su último equipo el Bombonera Gifu.

## Orígenes
Havenaar nació en Japón de padres neerlandeses en 1986. Su padre, Dido Havenaar, fichó con el Mazda F.C. de Hiroshima (ahora el Sanfrecce Hiroshima de la J1 League) y se mudó a ese país y un año después se casaba con una atleta japonesa, que fue también campeona nacional de heptatlón. La familia Havenaar se volvieron ciudadanos japoneses en 1994.
Su hermano menor, Nikki, también es futbolista, y actualmente juega en el FC Wil.

## Trayectoria

### Japón
Havenaar comenzó jugando al fútbol en el equipo sub-15 de Consadole Sapporo, equipo para el cual su padre jugó y trabajó como entrenador de porteros. Cuando su padre fue transferido a Yokohama F. Marinos, Havenaar también pasó a los equipos juveniles del club, siendo promovido al primer equipo en 2006 y debutando ese año junto a su padre. En 2008 y 2009 fue cedido al Avispa Fukuoka y al Sagan Tosu, respectivamente.
En 2010 fue transferido en forma definitiva al Ventforet Kofu de la J. League División 2, anotando 20 goles en treinta partidos y alcanzando la promoción a la J. League División 1 ese mismo año. Al año siguiente, pese a haber anotado 17 goles y haber sido incluido en el J. League Best Eleven, su club volvió a descender a la segunda división.

### Vitesse
Havenaar fichó con el Vitesse Arnhem de la Eredivisie neerlandesa el 21 de diciembre de 2011, firmando un contrato por dos años y medio. Hizo su debut el 22 de enero de 2012, en el empate 2-2 ante el NEC y anotó su primer gol en el siguiente partido, convirtiendo el único tanto de su equipo en la derrota 3-1 ante el PSV Eindhoven.

### Córdoba C. F.
El 21 de julio de 2014 se anunció su fichaje por el Córdoba C. F. por dos temporadas con opción a una tercera. Debutó en La Liga el 25 de agosto de 2014, siendo titular en la derrota por 2-0 como visitante ante el Real Madrid. En su paso por el equipo andaluz solo disputó cinco partidos oficiales, en los que no marcó ningún gol, y dejó de ser convocado tanto por el entrenador Albert Ferrer como por su sustituto Miroslav Djukić.
El 30 de diciembre de 2014 se confirmó su desvinculación del Córdoba al recibir la carta de libertad.

## Selección nacional

### Juveniles
Havenaar ha jugado para la selecciones sub-18, sub-19 y sub-20 del Japón. Fue seleccionado para competir con Japón en la Copa Mundial de Fútbol Sub-20 de 2007 en Canadá, jugando en el partido ante Nigeria.

#### Participaciones en Copas del Mundo
| Mundial                               | Sede   | Resultado      |
| ------------------------------------- | ------ | -------------- |
| Copa Mundial de Fútbol Sub-20 de 2007 | Canadá | Fase de grupos |

### Selección absoluta
Fue convocado por primera vez a la selección absoluta en agosto de 2011 y jugó su primer partido el 2 de septiembre de 2011 ingresando en el minuto 70 en la victoria 1-0 sobre Corea del Norte por las eliminatorias a la Copa Mundial de Fútbol 2014. Anotó su primer gol con Japón el 11 de octubre del mismo año, en la victoria 8-0 sobre Tayikistán, también por las eliminatorias mundialistas.
Participó con el equipo japonés en la Copa Confederaciones de Brasil 2013, ingresando de cambio en uno de los mejores partidos de la copa contra Italia.

## Clubes
| Club                        | País         | Año       |
| --------------------------- | ------------ | --------- |
| Yokohama F. Marinos         | Japón        | 2006-2010 |
| Avispa Fukuoka (a préstamo) | Japón        | 2008      |
| Sagan Tosu (a préstamo)     | Japón        | 2009      |
| Ventforet Kofu              | Japón        | 2010-2011 |
| Vitesse Arnhem              | Países Bajos | 2012-2014 |
| Córdoba C. F.               | España       | 2014      |
| HJK Helsinki                | Finlandia    | 2015      |
| ADO Den Haag                | Países Bajos | 2015-2017 |
| Vissel Kobe                 | Japón        | 2017-2019 |
| Vegalta Sendai (a préstamo) | Japón        | 2018      |
| Bangkok United (a préstamo) | Tailandia    | 2019      |
| Ventforet Kofu              | Japón        | 2020      |
| Bombonera Gifu              | Japón        | 2021-2022 |

## Palmarés

### Distinciones individuales
| Distinción            | Año  |
| --------------------- | ---- |
| J. League Best Eleven | 2011 |